# Kappadókia uralkodóinak listája
Kappadókia egy nagyjából Izrael méretű királyság volt Belső-Anatóliában. A Nagy Sándor seregeiből ottmaradt hadvezérek uralkodtak fölötte egészen a római hódításig.

## Satrapák
| Uralkodó       | Uralkodott              | Görög név |
| -------------- | ----------------------- | --------- |
| Datamész       | Kr. e. 380 – Kr. e. 362 | Δατάμης   |
| Ariamnész      | Kr. e. 362 – Kr. e. 350 | Ἀριάμνης  |
| I. Ariarathész | Kr. e. 350 – Kr. e. 331 | Ἀριαράθης |

## Királyok
| Uralkodó                                   | Uralkodott              | Görög név                        | Megjegyzés                                                     |
| ------------------------------------------ | ----------------------- | -------------------------------- | -------------------------------------------------------------- |
| I. Ariarathész                             | Kr. e. 331 – Kr. e. 322 | ld. fent                         | Kr. e. 331-től királyként irányítja Kappadókiát.               |
| Interregnum Kr. e. 322 – Kr. e. 301        |                         |                                  |                                                                |
| II. Ariarathész                            | Kr. e. 301 – Kr. e. 280 | Ἀριαράθης                        | I. Ariarathész fia.                                            |
| Ariamnész                                  | Kr. e. 280 – Kr. e. 230 | Aριάμνης                         | II. Ariarathész fia.                                           |
| III. Ariarathész                           | Kr. e. 255 – Kr. e. 220 | Ἀριαράθης                        | Ariamnész fia.                                                 |
| IV. Ariarathész Euszebész                  | Kr. e. 220 – Kr. e. 163 | Ἀριαράθης Εὐσεϐής                | III. Ariarathész fia.                                          |
| V. Ariarathész Euszebész Philopatór        | Kr. e. 163 – Kr. e. 130 | Ἀριαράθης Εὐσεβής Φιλοπάτωρ      | IV. Ariarathész fia.                                           |
| Orophernész Niképhorosz                    | Kr. e. 157              | Oρoφέρνης Nικηφόρoς              | IV. Ariarathész fia.                                           |
| VI. Ariarathész Epiphánész Philopatór      | Kr. e. 130 – Kr. e. 116 | Ἀριαράθης Ἐπιφανής Φιλοπάτωρ     | V. Ariarathész fia.                                            |
| VII. Ariarathész Philométór                | Kr. e. 116 – Kr. e. 101 | Ἀριαράθης Φιλομήτωρ              | VI. Ariarathész fia.                                           |
| VIII. Ariarathész Epiphánész               | Kr. e. 101 – Kr. e. 96  | Ἀριαράθης Ἐπιφανής               | VI. Ariarathész fia.                                           |
| IX. Ariarathész Euszebész Philopatór       | Kr. e. 96 – Kr. e. 95   | Ἀριαράθης Εὐσεϐής Φιλοπάτωρ      | VI. Mithridatész pontoszi király (VI. Ariarathész sógora) fia. |
| I. Ariobarzanész Philoromaiosz             | Kr. e. 95 – Kr. e. 62   | Ἀριοϐαρζάνης Φιλορώμαιος         |                                                                |
| II. Ariobarzanész Philopatór               | Kr. e. 62 – Kr. e. 51   | Ἀριοϐαρζάνης Φιλοπάτωρ           | I. Ariobarzanész fia, egyben IX. Ariarathész sógora.           |
| III. Ariobarzanész Euszebész Philoromanosz | Kr. e. 51 – Kr. e. 42   | Ἀριοϐαρζάνης Εὐσεϐής Φιλορώμαιος | II. Ariobarzanész fia.                                         |
| X. Ariarathész Euszebész Philadelphosz     | Kr. e. 42 – Kr. e. 36   | Ἀριαράθης Εὐσεϐής Φιλάδελφος     | II. Ariobarzanész fia.                                         |
| Arkhelaosz Philopatrisz (* Kr. e. 63)      | Kr. e. 36 – Kr. u. 17   | Αρχέλαος                         | Talán X. Ariarathész sógora.                                   |

## Külső hivatkozás
- A dinasztia[halott link]